# Serene
M/Y Serene är en megayacht tillverkad av Fincantieri i Italien. Hon levererades 2011 till sin dåvarande ägare Jurij Sjefler, en rysk affärsman, till en kostnad på 330 miljoner amerikanska dollar. 2015 köptes megayachten av den saudiske kronprinsen Mohammed bin Salman för en köpeskilling på en halv miljard dollar. Serene designades exteriört av Espen Øino medan interiören designades av Reymond Langton Design. Den är 133,9 meter lång och har en kapacitet upp till 24 passagerare fördelat på 15 hytter. Den har också en besättning på 52 besättningsmän och minst en helikopter.
Den amerikanske miljardären Bill Gates hyrde Serene under sommaren av 2014 för en veckohyra på fem miljoner dollar.

## Galleri

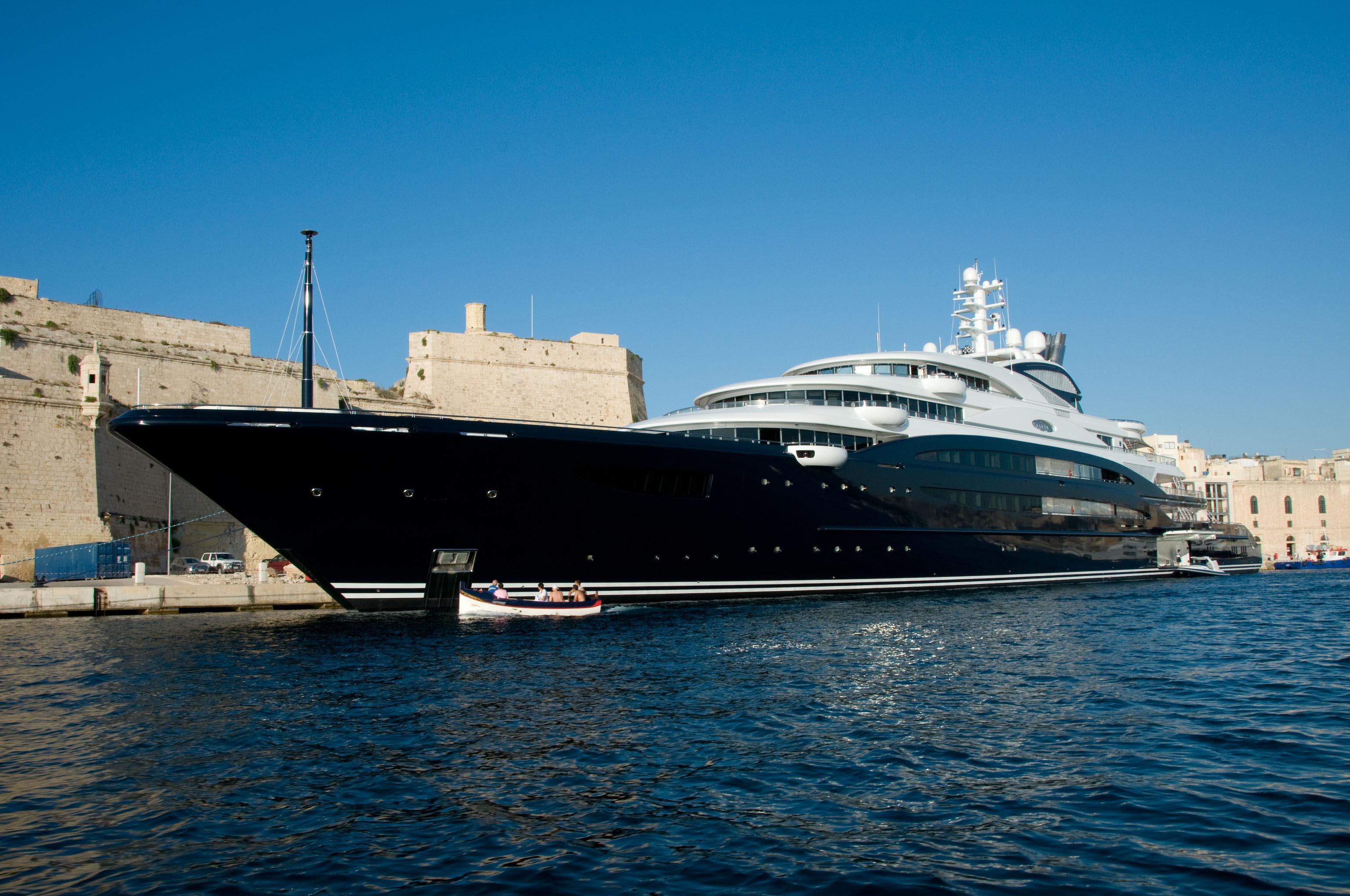
Serene i Birgu på Malta, 2011.